# Jorxey
Jorxey là một xã, nằm ở tỉnh Vosges trong vùng Grand Est của Pháp. Xã này có diện tích 5,4 km², dân số năm 1999 là 85 người. Xã này nằm ở khu vực có độ cao từ 305–421 m trên mực nước biển.

## Biến động dân số
| 1962                                         | 1968 | 1975 | 1982 | 1990 | 1999 |
| -------------------------------------------- | ---- | ---- | ---- | ---- | ---- |
| 91                                           | 109  | 85   | 75   | 70   | 85   |
| Số liệu từ năm 1962: Dân số không tính trùng |      |      |      |      |      |